# استان الازیغ
استان الازیغ یا استان خارپوت یا خارپیت(به کردی: Xarpêt) (به ترکی استانبولی: Elâzığ ili) نام یکی از استان‌های کشور ترکیه در ناحیه آناتولی شرقی است.

## جغرافیا
مرکز این استان شهر الازیغ است.
استان الازیغ در سال ۲۰۰۶ جمعیتی برابر با ۵۹۵٬۳۰۷ نفر داشته که نصف این جمعیت در شهر الاَزیغ سکونت داشتند. مساحت کل این استان ۹٬۱۵۳ کیلومتر مربع است.
سرچشمهٔ رود دجله در این استان قرار دارد.

## شهرستان‌ها

محل استان الازیغ

استان الازیغ ۱۱ شهرستان دارد.
- آغین Ağın
- آلاجه‌قایا Alacakaya
- آریجاک Arıcak
- باسکیل Baskil
- الازیغ Elâzığ
- قره‌قوچان Karakoçan
- کبان Keban
- کوونجیلار Kovancılar
- معدن Maden
- پالو Palu
- سیوریجه Sivrice

## نگارخانه

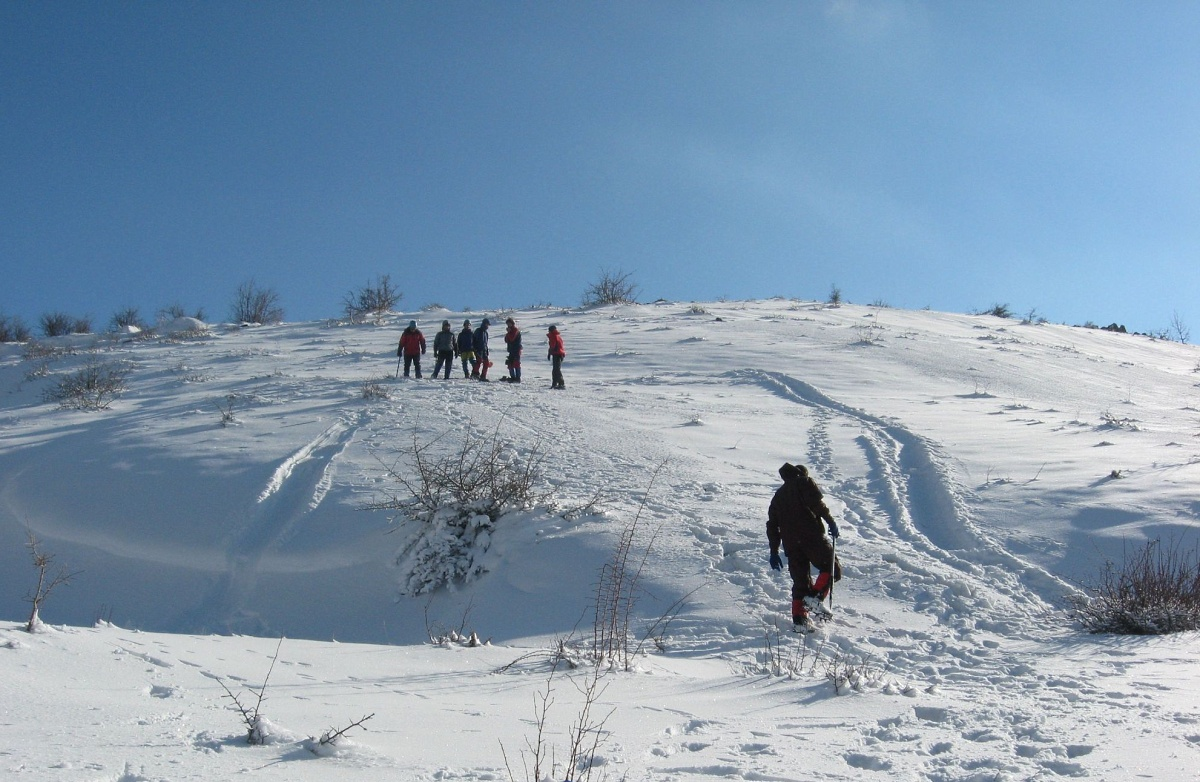
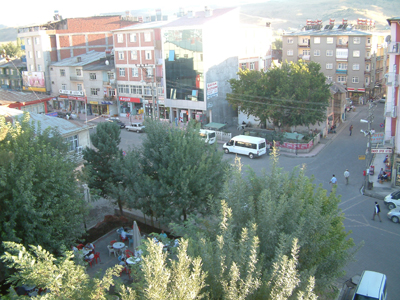
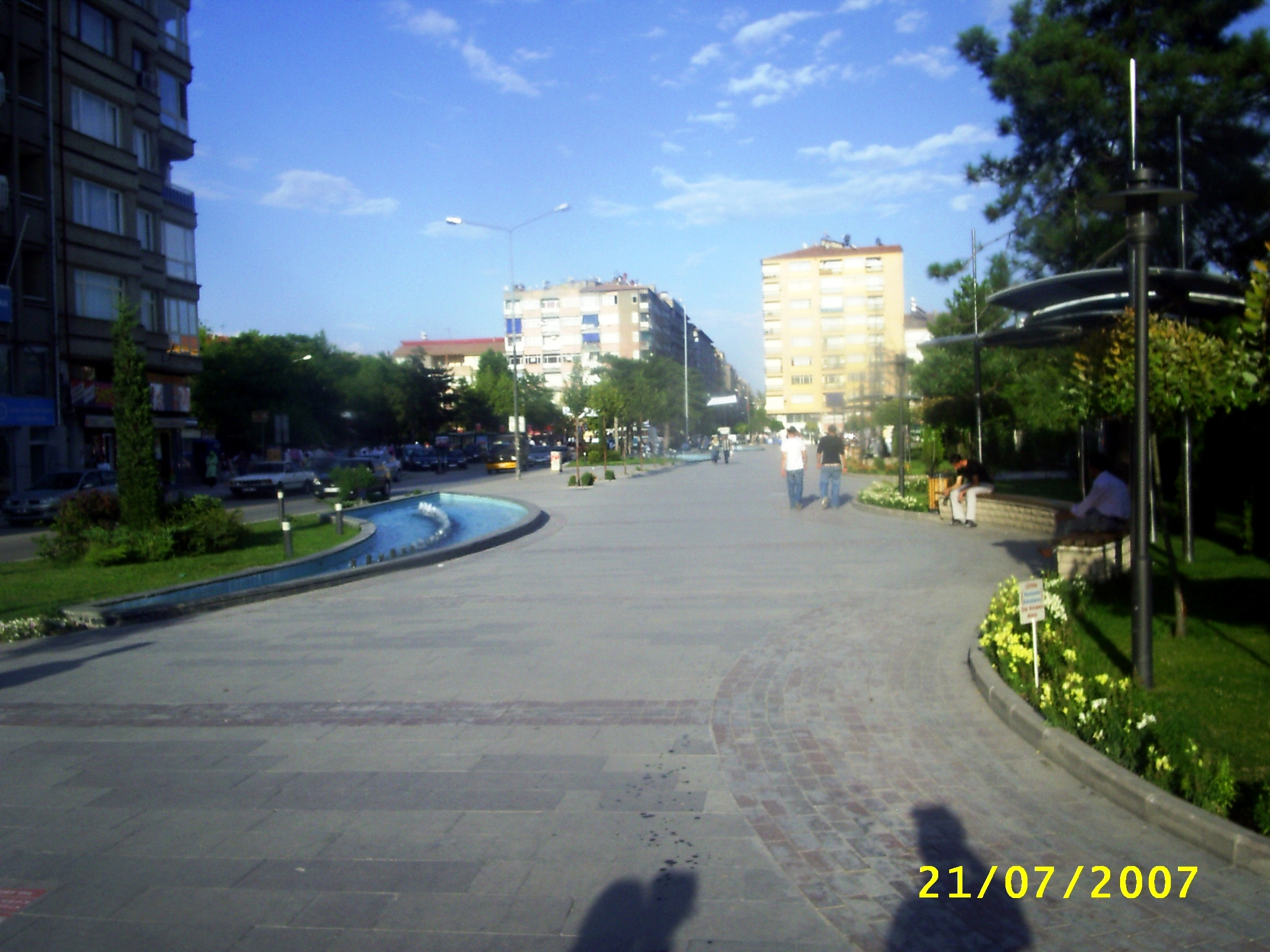
نمای شهر الازیغ